# Petrova gora
Petrova gora se nalazi u Karlovačkoj županiji, Republika Hrvatska. Pruža se smjerom sjeveroistok-jugozapad, duljine 25 km.
Nekad se ta gora nazivala Gvozd što znači šuma. Nakon velikog boja, nazvanog Bitka na Gvozdu, između ugarske vojske na jednoj strani i hrvatske vojske na drugoj strani, na toj gori poginuo je posljednji hrvatski kralj Petar Svačić, te je po njemu ta hrvatska gora dobila ime Petrova gora.
Prema nastanku to je stara geološka formacija što znači da je razmjerno bogata vodom i specifičnom ponajprije šumskom vegetacijom. To podrazumijeva i izvjesno planinarsko ograničenje jer nedostaju široki vidici, no s time dolazi i velika razvedenost reljefa s brojnim znatnim planinskim grebenima i dubokim prodorima obogaćenim brojnim potocima. Građena je od paleozojskih i mezozojskih stijena.
Spomenik na Malom Petrovcu, visok 37 m te napušteni komunikacijski toranj na Magarčevcu, koji bi lako mogao postati planinarskom piramidom, osiguravaju izvrstan pogled na neposrednu okolicu, ali i na dobar dio središnje Hrvatske, Gorskog kotara, pa i Slovenije, a naročito sjeverozapadne Bosne.
Ideja o izgradnji spomenika na Malom Petrovcu potiče još nakon završetka Drugog svjetskog rata pa je 6. svibnja 1946. položen kamen temeljac. S izgradnjom se započelo tek nakon 34 godine, sredinom 1980 godine prema idejnom rješenju hrvatskog kipara Vojina Bakića. Otvorenje spomenika bilo je 4. listopada 1981. godine. Spomenik je remek djelo monumentalne komemorativne skulpture svojeg doba i naglašava veličinu Petrove gore u antifašističkoj borbi na tom području.

## Značaniji vrhovi
- Mali Petrovac, 507 m, lokacija spomenika
- Veliki Petrovac, 512 m, lokacija ostataka pavlinskog samostana iz IV. stoljeća
- Mali Velebit, 325 m

## Biljni i životinjski svijet
Petrova gora predstavlja jedinstven šumski ekosustav čija je glavna odlika velika stabilnost i trajnost.
Ovaj brdski masiv je izuzetno stanište za veliki broj biljnih i životinjskih vrsta.
Pretežni dio šumske vegetacije čini pojas brdskih bukovih šuma (Lamio-orvale Fagetum), oko 75%. Drugi po važnosti je tip šume hrasta kitnjaka i običnog graba (Querco-Carpinetum) te zajednica hrasta kitnjaka i pitomog kestena.
Pored edifikatora, bukve (Fagus sylvatica), hrasta kitnjaka (Quercus petraea), običnog graba (Carpinus betulus) i pitomog kestena (Castanea sattiva) kao prateće drvenaste vrste javljaju se gorski brijest (Ulmus glabra), javori (Acer pseudoplatanus i Acer platanoides), obični jasen (Fraxinus excelsior), klen (Acer campestre), divlja trešnja (Prunus avium), crna jova (Alnus glutinosa), cer (Quercus ceris) i druge.
Vrlo bogati sloj žbunja sačinjavaju vrste iz rodova Corylus, Pyrus, Crataegus, Vaccinium, Sambucus, Daphne sp. i druge.
Posebnu specifičnost prizemnom sloju daje vrlo veliki broj Ilirskih vrsta koje su endemi sjeverozapadnog Balkana velika mrtva kopriva (Lamium orvala), volujsko oko (Hacguetia epipactis), kranjski bijeli bun (Scopolia carniolica), kranjska mlječika (Euphorbia carniolica), mišje uho (Omphalodes verna), mnogolisna režuha (Cardamine polyphylla), i druge.
Optimalan sastav šumskih zajednica, obilje vode i hrane tijekom cijele godine, dovoljno livadnih i pašnjačkih površina te relativan mir u šumi stvaraju idealne stanišne uvjete za veliki broj životinjskih vrsta.
U Petrovoj gori su u vecem broju zastupljene vrste iz reda Artiodactila srna (Capreolus capreolus) i divlja svinja (Sus scrofa).
Od grabljivica iz reda Carnivora divlja mačka (Felix sylvestrys), jazavac (Meles meles), kuna zlatica (Martes martes), kuna bijelica (Martes fiona), lasica (Mustela nivalis), lisica (Vulpes vulpes), iz reda Rodentia vjeverica (Sciuris vulgaris) i sivi puh (Glis glis) te zec (Lepus europeaus) iz reda Lagomorpha.
Predstavnici klase Aves, odnosno ptica, su jastreb kokošar(Accipiter gentilis), kobac ptičar(Accipiter nisus), škanjac mišar(Buteo buteo), sova šumska(Strix aluco), vrana siva(Corvus corone cornix), svraka(Pica pica), šojka kreštalica, fazan(Phasianus colchicus), ćuk(Otus scops), divlja grlica(Streptopelia turtur) i mnoge druge.
Posebnost Petrove gore predstavlja veliki broj jestivih gljiva koje se mogu sakupljati tijekom čitave godine.

## Planinarski objekti
- Petrovac 512, kontrolna točka HPO
- Planinarska obilaznica Petrova gora
- Poučna staza na Petrovoj gori nazvana Rimski put
- ruševni Planinarski dom ispod bolnice
- potencijalni planinarski dom na Magarčevcu

## Gradine i ruševine
- Veliki Petrovac, temelji značajnog pavlinskog samostana iz 14. st.; samostan su osnovali templari, vjerojatno 1303., a pouzdan podatak da na tom lokalitetu djeluju pavlini je isprava iz 1328.; bogati red s bogatim posjedima pokleknuo je pred stalnim turskim nastojanjima sredinom XV. st.

## Zanimljivi lokaliteti
- Kraljev grob, po legendi, grob zadnjeg kralja hrvatske krvi Petra Svačića; stradao je 1097., navodno na Petrovoj gori, u sukobu za hrvatsko prijestolje s mađarskim kraljem Kolomanom.
- Centralna partizanska bolnica, djelomično sačuvan kompleks drvenih kuća, zemunica i groblja u Pišinom gaju; nikad nije otkrivena i radila je sve do svibnja 1945.; osim bolnice, tu je bila i tiskara lista Vjesnik.
- Spomenik ustanku naroda Banije i Korduna, devastirani antifašistički spomenik kipara Vojina Bakića

## Izletišta
- Muljava, prostor s lovačkom kućom, kampom, nadstrešnicom i napravama za pripravu hrane; lovačka kuća je poluotvorenog tipa (radi po dogovoru) i u njoj se može dobiti piće, hrana, a može se dogovoriti i noćenje.

## Astronomija
Zbog svoje udaljenosti od većih urbanih zona i dobre pristupačnosti, Petrovu goru od 2006. redovito pohode astronomi amateri, uglavnom iz Zagreba i okolice. U organizaciji astronomskog društva Beskraj, od 2007. se krajem ljeta organizira susret astronoma amatera koji se naziva Petrova gora Star Party (PGSP). PGSP se odvija svake godine krajem kolovoza ili tijekom rujna, kada je razdoblje mladog Mjeseca. Astronomi se okupljaju na vrhu Mali Petrovac, na velikom parkiralištu podno spomenika. Petrova gora pruža jedno od najtamnijih mjesta za promatranje u središnjoj Hrvatskoj. Unatoč izoliranosti, svjetlosno zagađanje smeta uz sjeverni (od Zagreba), južni (od Velike Kladuše) i sjeverozapadni horizont (od Karlovca).